# Ansgar Løvold
Ansgar Løvold (ur. 19 listopada 1888 w Kristiansund, zm. 12 listopada 1961 tamże) – norweski zapaśnik walczący w stylu klasycznym. Olimpijczyk ze Sztokholmu 1912, gdzie odpadł w drugiej rundzie w wadze półciężkiej do 82,5 kg.

## Letnie Igrzyska Olimpijskie 1912
| Konkurencja                    | Runda grupowa     | Runda grupowa     | Klas. końcowa |
| Konkurencja                    | Przeciwnik I      | Przeciwnik II     | Miejsce       |
| ------------------------------ | ----------------- | ----------------- | ------------- |
| styl klasyczny, waga półciężka | Karl Lind (FIN) P | Karl Barl (AUT) P | druga runda   |